# Ян Хао (волейболистка)
Ян Ха́о (кит. упр. 杨昊, пиньинь Yáng Hào; р. 21 марта 1980, Далянь, провинция Ляонин, Китай) — китайская волейболистка, нападающая-доигровщица. Чемпионка летних Олимпийских игр 2004 года.

## Биография
Волейболом Ян Хао начала заниматься в 1992 году в спортивной школе города Далянь. В 1994 была принята в команду «Ляонин». В 1997 дебютировала в международных соревнованиях, став с юниорской сборной Китая бронзовым призёром первенства Азии. В 2000 году Ян Хао перешла в команду «Шанхай», с которой в 2001 впервые выиграла «золото» национального чемпионата, но затем вернулась в «Ляонин».
В 2001 году после неудачи сборной Китая на Олимпиаде-2000 в Сиднее новый главный тренер национальной команды Чэнь Чжунхэ произвёл в ней серьёзные перестановки, связанные с привлечением в состав новых молодых игроков, в числе которых оказалась и Ян Хао. Волейболистка быстро заняла лидирующие позиции в сборной и в своём дебютном сезоне выиграла «серебро» Гран-при и «золото» чемпионата Азии и Всемирного Кубка чемпионов, по итогам розыгрыша которого была признана самым ценным игроком, лучшей нападающей и лучшей на подаче. За этот яркий дебют Ян Хао китайскими журналистами была прозвана «второй Лан Пин». В следующем году волейболистка в составе команды Китая первенствовала на Азиатских играх, а в 2003 — на Гран-при, в чемпионате Азии и Кубке мира.
2004 год для сборной Китая был ознаменован победой на Олимпийских играх в Афинах, в достижение которой серьёзный вклад внесла Ян Хао, ставшая лучшим бомбардиром своей команды. В 7 проведённых на турнире матчах лидер атак китайской сборной набрала 136 очков (почти по 20 за игру).
В последующие годы победные успехи сборной Китая были связаны с континентальными соревнованиями, а на мировом уровне китайские волейболистки в основном ограничивались призовыми местами. После окончания сезона 2008, принесшего национальной команде страны «бронзу» домашней Олимпиады и победу в первом розыгрыше Кубка Азии, Ян Хао объявила о завершении карьеры в сборной. В ноябре того же года спортсменка заключила контракт с итальянским «Сирио» из Перуджи, в составе которого выиграла бронзовые награды Лиги чемпионов 2008/2009. После этого Ян Хао вернулась в Китай и после сезона, проведённого за «Гуандун Эвергрэнд», покинула спорт.           

### Клубная карьера
- 1994—2000 —  «Ляонин» (Шэньян).
- 2000—2001 —  «Шанхай».
- 2001—2008 —  «Ляонин» (Шэньян).
- 2008—2009 —  «Сирио» (Перуджа).
- 2009—2010 —  «Гуандун Эвергрэнд» (Гуанчжоу).

## Достижения

### С клубами
- двукратная чемпионка Китая — 2001, 2006;
  - двукратный серебряный (2002, 2007) и двукратный бронзовый (2003, 2004) призёр чемпионатов Китая.
- победитель клубного чемпионата Азии 2001.
- бронзовый призёр Лиги чемпионов ЕКВ 2009.

### Со сборными Китая
- Олимпийская чемпионка 2004;
  - бронзовый призёр Олимпийских игр 2008.
- победитель розыгрыша Кубка мира 2003.
- победитель розыгрыша Всемирного Кубка чемпионов 2001;
  - бронзовый призёр Всемирного Кубка чемпионов 2005.
- победитель Гран-при 2003;
  - 3-кратный серебряный (2001, 2002, 2007) и бронзовый (2005) призёр Гран-при.
- двукратная чемпионка Азиатских игр — 2002, 2006.
- 3-кратная чемпионка Азии — 2001, 2003, 2005;
  - серебряный призёр чемпионата Азии 2007.
- победитель розыгрыша Кубка Азии 2008.
- бронзовый призёр чемпионата Азии среди девушек 1997.

### Индивидуальные
- 2001: MVP, лучшая нападающая и лучшая на подаче Всемирного Кубка чемпионов.
- 2002: лучшая нападающая, самая результативная и лучшая на подаче Гран-при.
- 2003: лучшая нападающая и лучшая на подаче Гран-при.
- 2003: MVP, самая результативная и лучшая на подаче чемпионата Азии.
- 2004: MVP чемпионата Китая.
- 2005: лучшая нападающая и лучшая на подаче Гран-при.
- 2006: MVP чемпионата Китая.
- 2007: лучшая на подаче Гран-при.